# Santa Maria del Giglio

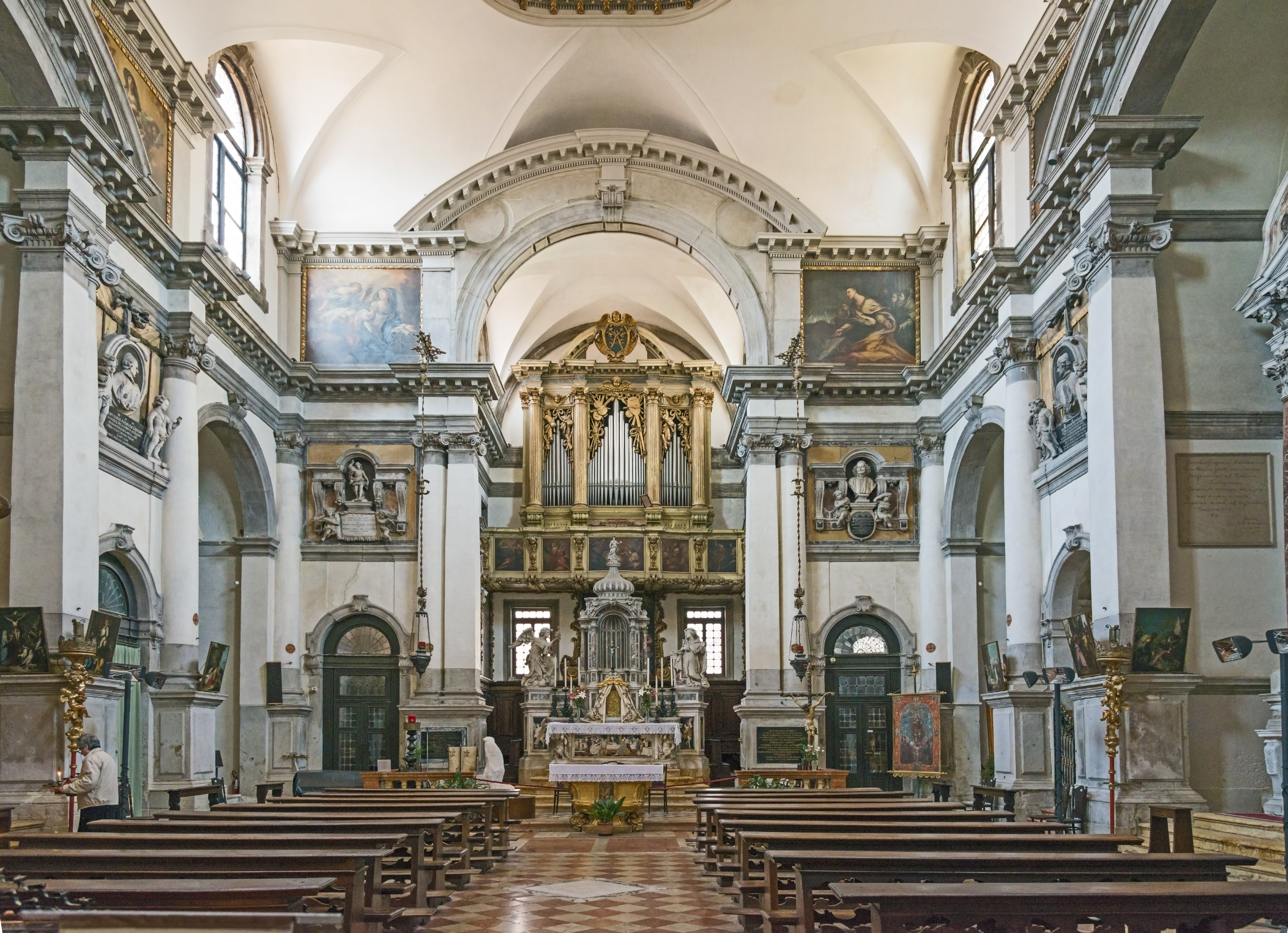
Kyrkans interiör.

Santa Maria del Giglio, även vardagligt benämnd Santa Maria Zobenigo, är en kyrka i Venedig. Kyrkan grundades på 800-talet och restaurerades 966 och 1105. Den nuvarande kyrkan uppfördes 1678–1681 med en fasad av Giuseppe Sardi.